# Peter Schüttemeyer
Peter Schüttemeyer (* 1979 in Linz am Rhein, Rheinland-Pfalz) ist ein deutscher Kameramann.

## Leben und Wirken
Peter Schüttemeyer ist in Linz am Rhein aufgewachsen. Er ist gelernter Mediengestalter Bild und Ton und hat an der Fachhochschule Dortmund Kamera studiert. Im Jahr 2000 gründete Peter Schüttemeyer mit die Kölner Kommunikationsdesign- und Filmproduktionsfirma BGS-Film, die nun unter dem Namen Indivisuelles firmiert.
Peter Schüttemeyer lebt in Köln.

## Filmografie (Auswahl)
- 2009: Heimspiel (Kurzfilm)
- 2010: Zeche is nich – Sieben Blicke auf das Ruhrgebiet 2010 (Episode: Thomas, Thomas, Buch und Kamera)

## Auszeichnungen
- 2011: Gewinner des Team-Work-Awards für Thomas, Thomas auf dem Stuttgarter Filmwinter[2]